# Инуа, Салиф Али
Салиф Али Инуа (фр. Salif Ali Inoua; род. 11 апреля 1995, Камерун) — камерунский футболист, защитник.

## Клубная карьера
Инуа — воспитанник камерунских клубов «Реал Академия» и «Бастис». В октябре 2015 года перешёл в молдавский клуб «Саксан». 18 октября того же года в матче против клуба «Милсами» дебютировал в чемпионате Молдавии.